# Amelanchier lamarckii
Amelanchier lamarckii (denumit și arbore de stafide sau merișor de miere) este o specie din genul Amelanchier, familia Rosaceae. Este un arbust cu flori deciduu, de talie mare, uneori cu aspect de arbore mic.